# リリウムあんさんぶる
『リリウムあんさんぶる』は、あそかによる日本の4コマ漫画作品。『まんがタイムきらら』（芳文社）にて2012年2月号から4月号までゲスト掲載ののち、同年8月号から2014年10月号にかけて連載された。単行本は既刊1巻。
リリウム（Lilium）はラテン語でユリ、アンサンブル（Ensemble）はフランス語で「一緒に」を意味する。
連載終了後は電子書籍として「リリウムあんさんぶるparfait」（“パルフェ”はフランス語でパーフェクトを表す）が配信された。全カラーとなり単行本未収録を含めた全22話が収録されている。

## あらすじ
転校生の咲来が通学路でみつけた喫茶店「りりうむ」。オーナーのいとなが同い年と知り、咲来は興味を持ち惹かれていく。いとなもまた、咲来に惹かれていく。友人の真菜・潤香・カリンらと織りなす百合ストーリー。

## 登場人物
主要キャラの名前は漬物を元にしている。
日野南 咲来（ひのな さくら）
高校1年生の転校生。おっとり天然系。髪型はおかっぱで、絶対味覚の持ち主。
京 いとな（みやこ いとな）
喫茶店「りりうむ」のオーナー。帰国子女であり、京グループの社長令嬢。カリンとは帰国前にいた国で知り合い、現在は同級生。いいおっぱい。
高山 真菜（たかやま まな）
咲来・潤香のクラスメイト。カリンとは運命的な出会いをする。幼児体型アホ毛系。咲来からは「まなちゃん」と呼ばれているが、カリンは「ままな」（たかや「ま まな」から）と呼んでいる。
津久見 潤香（つぐみ うるか）
咲来・真菜のクラスメイト。真菜とは幼馴染である。常識人クール系。あだ名は「うるるん」「るかちゃん」。妹がいる。以前に溺れた経験から泳げないが、お風呂は好きである。
早冬 カリン（さとう カリン）
ハーフの金髪少女。漢字名は花梨。日本生まれだが、両親の仕事の都合で2年間外国で暮らしていた。
柊野 莢（ひらぎの　さや）
京グループに入社した新入社員。年下のいとなの部下にあたる。

## 書誌情報
- あそか 『リリウムあんさんぶる』 芳文社〈まんがタイムKRコミックス〉、既刊1巻
  1. 2013年10月12日発行（2013年9月27日発売） ISBN 978-4-8322-4353-8
    - 帯のキャッチコピーは「おんなのこのや〜らかいところ ぜんぶ、ここにあります。」[1]